# Cayo Sempronio Rútilo
Cayo o Gayo Sempronio Rútilo (en latín, Gaius Sempronius Rutilus) fue un político romano del siglo II a. C.

## Actividad pública
Ocupó el tribunado de la plebe en el año 189 a. C. cuando, junto con su colega Publio Sempronio Graco, se opuso a la elección de Manio Acilio Glabrión para la censura acusándolo de haberse quedado con gran parte del botín sustraído del campamento de Antíoco III el Grande.